# عاصمة موضة

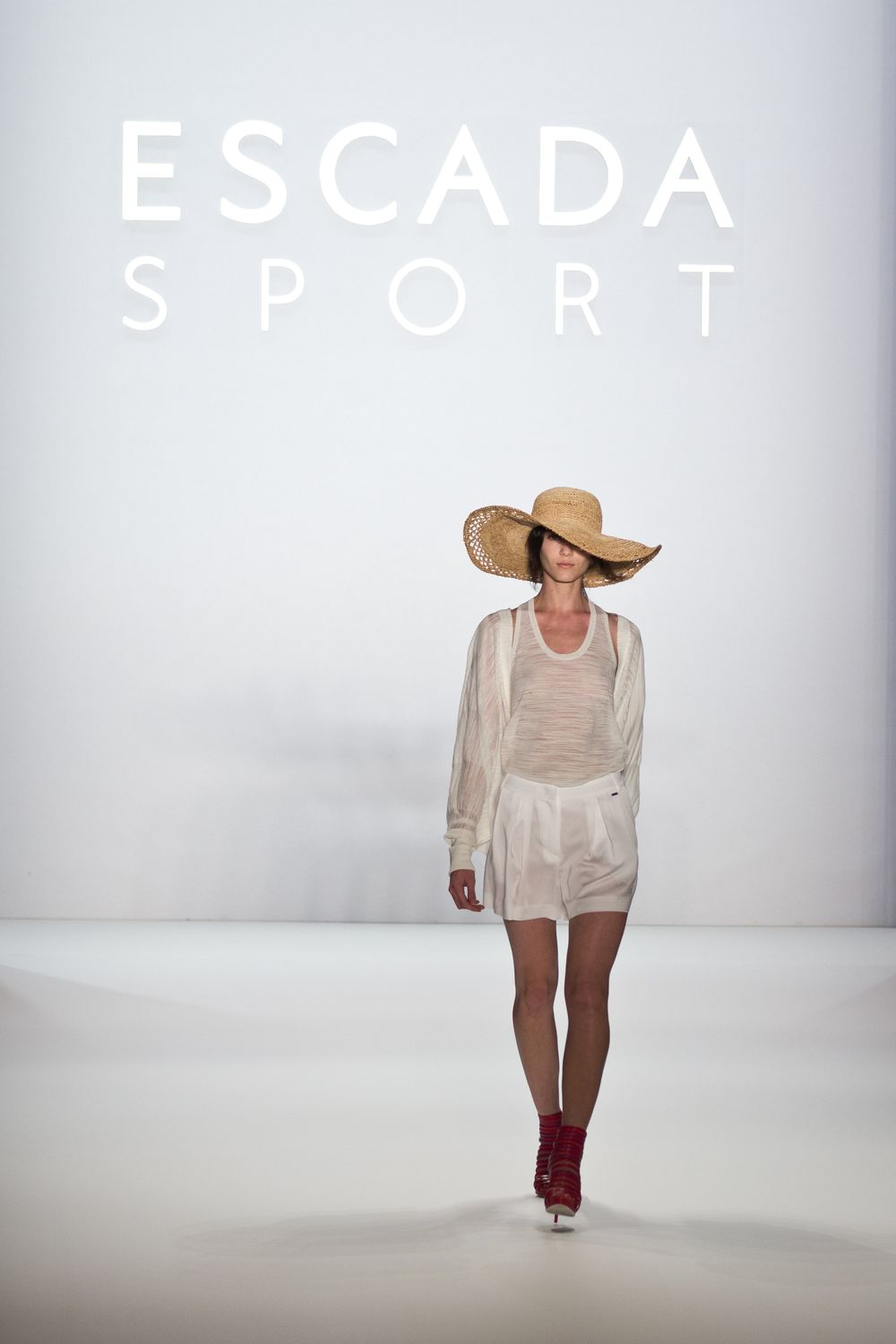

عاصمة الموضة هي مكان ذو تأثير هام في الموضة والأزياء. www.coco.fashion    عاصمة الموضة هي موطن العديد من كبار المصممين ووكالات العرض وما شابه ذلك. يقرر ذلك من خلال حجم الأعمال المولدة وكذلك من خلال تأثير وسائل الإعلام في الموضة. عواصم الموضة الحالية هي نيويورك ولندن وباريس وميلان.